# Charaxes rougeoti
Charaxes rougeoti är en fjärilsart som beskrevs av Jacques Plantrou 1978. Charaxes rougeoti ingår i släktet Charaxes och familjen praktfjärilar. Inga underarter finns listade i Catalogue of Life.